# Мадог Младший
Мадог Младший (валл. Madog Fychan; ум. 1325) — старший сын Мадога и его жены Марагрет верх Рис.
Мадог стал лордом Глиндиврдуи и Кинллайт-Оуайн в 1304 году после смерти его отца. Само его существование является под вопросом.
Мадог женился на Гвенллиан, дочери Итела Младшего, который был лордом Мостина
В 1325 году Мадог умер и ему наследовал его племянник Грифид.